# Palo
El palo (de l'escorça de la quina, coneguda com a palo quina) és una beguda alcohòlica típica de Mallorca obtinguda per maceració o infusió d'escorça de quina (Cinchona sp) i d'arrels de genciana (Gentiana lutea) (o de vinagrella, amb sucre, sacarosa caramelitzada, i alcohol etílic (i aigua).
És un dels ingredients d'un aperitiu dit verderol, beguda feta amb ginebra, palo i conyac (a Palma, Mallorca) que es pot fer a un tassó de vermut abocant-hi tres quartes parts de palo i completant amb la ginebra i el conyac a parts iguals. El mesclat és la beguda combinada de palo i cassalla a parts iguals.
La quina, originària d'Amèrica del Sud que fou coneguda a l'estat espanyol gràcies a la comtessa de Chinchón. Les escorces de la quina contenen diverses substàncies, com la quinina, que li donen un gust amarg i astringent, però que té propietats antipirètiques i antipalúdiques. La comtessa, l'any 1638 va caure malalta a Lima, fou tractada amb quina i es va guarir. Quan tornà a Espanya va portar escorça de quina, que va adquirir una gran popularitat com a remei per a les "febres" i es va estendre a altres indrets europeus. La genciana és una planta perenne que conté substàncies causants de la seva intensa amargor. És tonificant i estimulant de la secreció salival i dels sucs gàstrics. També fou emprada com a remei per combatre el paludisme. A les Illes hi havia moltes zones del litoral que eren pantanoses i que constituïen un excel·lent medi de cultiu per als moscards, portadors de les denominades "febres". Això va fer que s'acceptassin amb facilitat els extractes de quina i genciana, introduïts pels comerciants que venien a intercanviar espècies i altres productes com a remei per combatre les febres. Amb el temps, per tal de millorar el desagradable gust d'aquests s'hi afegiren concentrats de sucres de raïm, de figues seques i de garrova. Aquests extractes ensucrats s'encalentien a fi de concentrar-los i, en conseqüència, el sucre s'anava caramel·litzant i enfosquint. El gust que assolia emmascarava l'amargor. Aquest xarop tenia una vida relativament limitada perquè el producte fermentava amb facilitat, i s'optà per afegir-hi alcohol. Naixia així el palo, que a poc a poc va veure limitada la quantitat de quinina i de genciana, augmentat l'alcohol i enfosquit el sucre. Al final ha deixat de banda el seu valor medicinal i s'ha convertit en una aperitiu apreciat i reconegut a l'entorn de Mallorca. El 1993 es va aprovar el Reglament de la denominació geogràfica Palo de Mallorca, la qual cosa permet per una part de protegir el nom geogràfic, i per altra, d'evitar la competència deslleial i garantir la qualitat del producte.

## Característiques sensorials
És molt obscur, quasi negre, dens, espès i viscós. Quan es remou dins el tassó, a les parets hi queda aferrada una fina capa de color caramel que, inicialment és llisa i uniforme, però que en poc temps, en evaporar-s'hi l'alcohol, forma uns regalims gruixuts perfectament definits que es mantenen de forma permanent i que poden arribar a formar una pasta. És aromàtic, però no en excés. Predominen les aromes de l'alcohol i del caramel i es percep un record indefinit a fusta que algunes persones associen a la regalèssia. En boca causa una sensació complexa per la simultaneïtat d'impressions amb un predomini inicial del dolç, que es veu tot seguit acompanyat per l'ardor de l'alcohol i que acaba arrodonint-se amb una mescla d'amargors causada, tant pels extractes de plantes presents, com per la caramel·lització del sucre. La persistència que queda en boca és molt perllongada: desapareixen primer les sensacions de l'alcohol, llavors la dolçor i queda, al final, el predomini del record amarg.

## Característiques químiques
El reglament de la DG Palo de Mallorca estableix les característiques fisicoquímiques següents:
- Grau alcohòlic: 25-36% volum.
- Contingut en sucres: 300-500 g/l.
- Densitat relativa (20 °C): 1.1200-1.1780 g/ml.
- Contingut màxim de metanol: 1 g/l.
- Contingut màxim de metalls pesants: (40 ppm, expressats en plom)

## Consum
A Mallorca el Palo se sol consumir com a aperitiu juntament amb begudes carbonatades, la combinació més famosa és el Palo amb sifó.

## Elaboració
La zona d'elaboració del Palo de Mallorca és l'illa de Mallorca. Segons el reglament de la denominació, el Palo de Mallorca s'obté per maceració, bàsicament de quina i genciana, en alcohol etílic d'origen agrícola i aigua. També es contempla l'opció d'obtenir-lo per infusió de quina i genciana en aigua, amb addició posterior de l'alcohol; a aquesta infusió se li afegeix la sacarosa dissolta en aigua i el sucre caramel·litzat per encalentiment. Les matèries primeres emprades en l'elaboració del Palo de Mallorca són: a) Quina: escorça de diversos arbres del gènere Cinchona b) Genciana: arrels seques de la planta perenne Gentiana lutea. c) Alcohol: alcohol etílic obtingut per destil·lació i/o rectificació, prèvia fermentació alcohòlica, de productes agrícoles. d) Sacarosa, en qualsevol de les seves presentacions per a ús alimentari. No s'utilitzen en cap cas olis essencials ni colorants artificials. Els únics colorants que poden emprar-se són infusions o maceracions de productes naturals o caramel de sucre.

## Sistema de control
Els elaboradors de palo, per poder usar la menció Palo de Mallorca a les seves etiquetes han d'estar inscrits al Registre de la denominació geogràfica, que gestiona la Direcció General d'Agricultura de la Conselleria d'Agricultura i Pesca de Govern Balear.